# Нижній Сарабіль
Нижній Сарабі́ль (рос. Нижний Сарабиль, башк. Түбәнге Һарыбил) — присілок у складі Зіанчуринського району Башкортостану, Росія. Входить до складу Тазларовської сільської ради.
Населення — 96 осіб (2010; 121 в 2002).
Національний склад:
- башкири — 48%
- росіяни — 45%